# Ульяновская улица (Ростов-на-Дону)
Улья́новская у́лица — улица в центре города, одна из старейших в Ростове-на-Дону.

## Происхождение названия
В 1811 году по генеральному плану она оказалась в числе первых шести городских улиц. Тогда они все были безымянные. В 1836 году улица получила название Канкринской. Спустя 99 лет она была переименована в Ульяновскую — в память о сестре Ленина Анны Ульяновой.

## История

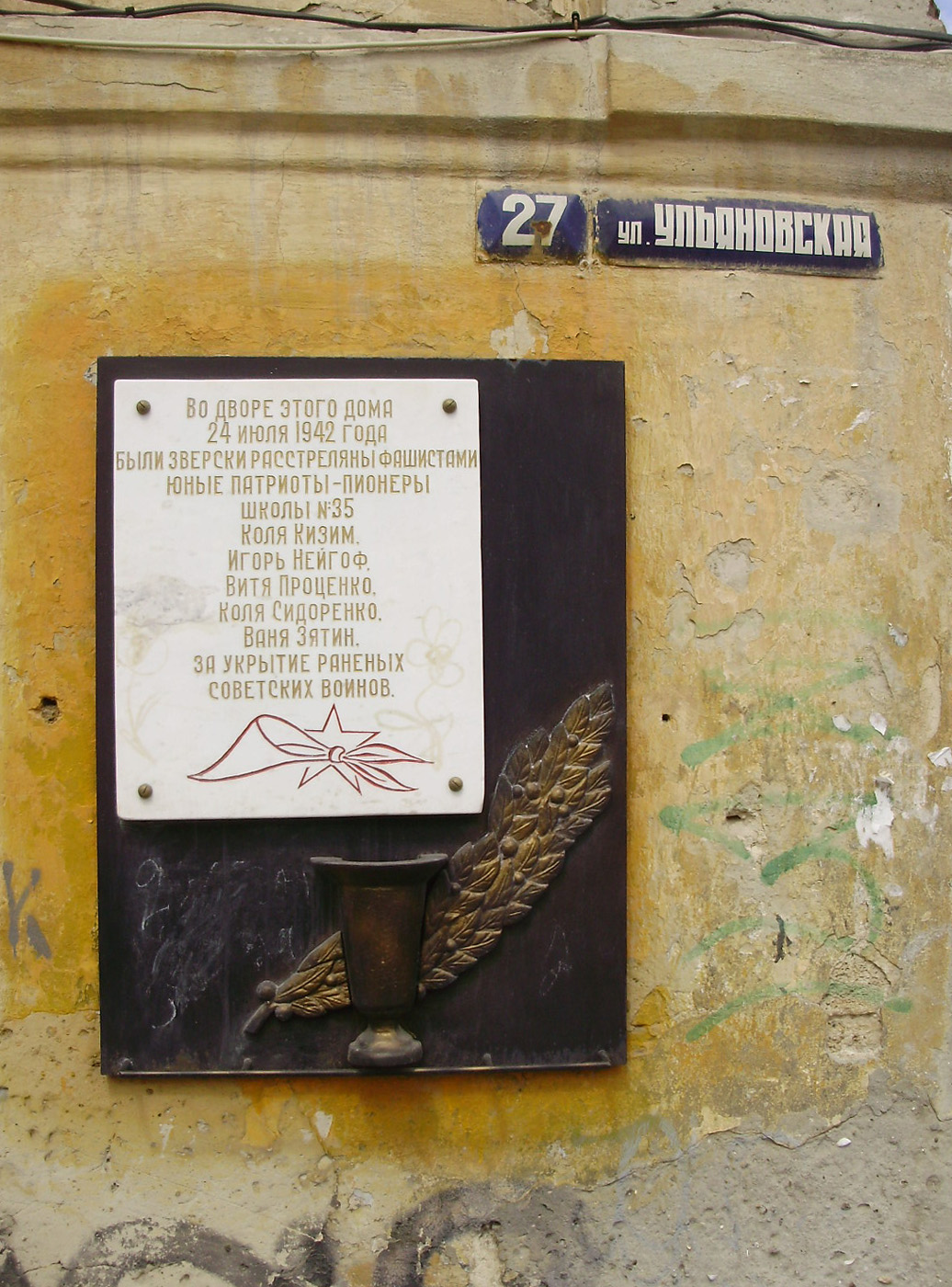
Памятня доска патриотам-пионерам

Одна из самых коротких улиц в центре города: попасть на неё можно, свернув с проспекта Будённовского (ниже улицы Баумана) в арку большого дома. На Ульяновской оригинальные арочные окна домов соседствуют с гаражами-«ракушками», что создаёт ощущение пересечения миров разных веков. На левом углу перекрёстка Ульяновской и Соборного стоит четырёхэтажный торговый дом купца первой гильдии Ивана Кошкина. Он владел первым на юге России проволочно-гвоздильным заводом, торговал строительными материалами, был крупным судовладельцем, а его отец Семен Кошкин финансировал строительство первого городского водопровода. Некоторые здания выходят фасадами на Ульяновскую и на параллельно идущую улицу Баумана. Обычно в таких просторных строениях располагались доходные дома. Полностью сохранившихся таких домов осталось немного.
За переулком Семашко — дом № 34 (1893—1894 годы). Он принадлежал еврейской семье Геронимус. Семья, занимавшаяся строительством, щедро жертвовала деньги на еврейскую школу, которую мы увидим дальше, еврейскую больницу, синагогу. На другой стороне — старообрядческий Покрово-Ильинский собор. Он строился в 1912—1913 годах по проекту московского архитектора Владимира Покровского. Он же — автор здания Военно-исторического музея в Петербурге. В Ростове архитектору пришлось решать трудную задачу — размещать церковь на узком стеснённом участке, с чем он справился блестяще. Церковную утварь, иконы и старопечатные книги для храма жертвовали семьи Парамоновых, Соловьевых. Храм не был разрушен в советское время, но в 1935 году его закрыли. С 1946 года старообрядческая община постепенно восстанавливала убранство храма. Сейчас там проходят службы.
Рядом находится дом потомственного почётного гражданина Ростова-на-Дону, купца первой гильдии Николая Панина. Здание построено в 1900-е годы в стиле модерн. Юго-западный угол дома увенчан куполом со шпилем. После смерти купца здание перешло в ведение храма, но потом было национализировано.
С перекрёстка Ульяновской и Газетного (если смотреть в сторону Дона) виден знаменитый домик Врангелей. Высотные дома вторгаются в историческую среду, но в квартале от Газетного до Ворошиловского сохранилось и действует здание еврейской школы. В одном из отреставрированных домов расположилась гостиница.
На доме № 27 установлена памятная доска пионерам-патриотам, укрывавших советских воинов в годы Великой Отечественной войны.

## Архитектура зданий
| Номер дома | Изображение | Архитектура |
| ---------- | ----------- | --- |
| 10         |             | Здание построено в конце XIX века. В оформлении фасадов использованы элементы декора, характерные для неоклассического направления эклектики. В композиции выделяют четыре раскреповки поэтажно фланкированные рустованными лопатками, акцентирующий арочный въезд и входные узлы. Архитерктурно-художественный облик постройки определяют: рустовка всех этажей, обрамления окон наличниками, треугольный и дугообразные сандрики на кроншиейнах над проймами верхнего этажа, междуэтажные и подоконные пояса, профилированный карниз с зубчиками, а также филёнки и геометрические вставки под окнами второго и третьего этажей. Здания прямоугольное в плане, трёхэтажное с многоскатной крышей, кирпичное. Утрачены первоначальные ограждения балконов, полотна и фрамуга въездных ворот, оконные переплёты. |
| 11         |             | Знание построено в начале XX века. В оформлении использован кирпичный декор, характерный для неклассического стиля модерн. В композиции фасадов выделяются крайние раскреповки, образованные гигантскими рустованными лопатками с архивольтами и дугообразными выгибами карниза над ними. Рустованные цокольный и первый этажи отделены от верхних широкой междуэтажной тягой, которая трактуется основанием для рустованных лопаток двух верхних этажей. Архитектурно — художественный облик дополняют: обрамление окон раскреповок двух верхних этажей наличниками и сандриками на декоративных кронштейнах, подоконные вставки и тяга, ажурные кованые ограждения балконов и кронштейны козырьков и др. Разобраны два балкона на угловой части фасада, утрачены ограждения — двух на южном фасаде и покрытие одного козырька. Заменена часть оконных и дверных переплётов. Дом прямоугольный в плане с внутренним двором колодцем, трёхэтажный с цокольным этажом и чердачной крышей; кирпичный с кирпичным декором по фасаду. Памятник гражданской архитектуры рубежа XIX—XX веков — жилой дом в стиле эклектика, доминирует в застройке улицы, отражает стилистическое многообразие застройки исторического центра города. |
| 12         |             | Здание построено в последней четверти XIX века. В оформлении фасадов использованы элементы декора, характерные для неоклассического направления эклектики. Архитектурно — художественный облик определяют: рустовка верхнего этажа, обрамление больших окон наличниками с ушками и замковыми камнями, подоконные филёнки и тяга, карниз с зубчиками. Над парадным входом размещён ложный подоконный проём оформленный аналогично окном. Сохранились двухстворчатые филёнчатые двери с фрамугой, на одном из полотен геометрические резные накладки. Примыкающий к парадному входу оконный проём второго этажа растесан, заменены первоначальные оконные переплёты. Дом прямоугольный в плане, двухэтажный с четырёхскатной крышей, кирпичный. Здание снесено после пожара в 2017 г. |
| 14         |             | Здание построено в конце XIX века в стиле эклектика. В его оформлении использованы приёмы и элементы штукатурного и лепного декора характерны для Ренессанса и Барокко. В композиции фасада преобладают крайне выступающие ризалиты акцентирующие парадный вход и въезд. Они выделены сдвоенными оконными проёмами объединёнными архивольтами. На одной из них помещён картуш с вензелем включающим инициалы владельца. Архитектурно-художественный облик здания определяют: профилированный архивольты ложных люнетов, опирающиеся на полуколонны композитного ордена, рустовка первого этажа, многочисленный лепной декор в тимпанах люнетов, фриз антаблемента, балюстрада в подоконных нишах второго этажа, лепные вставки над окнами первого, венчающий карниз и др. Здание Г-образной конфигурации в плане, двухэтажное с подвалом и многоскатной крышей; кирпичное, отштукатуренное, по фасаду с многочисленным лепным и штукатуренном декором. |
| 16         |             | Здание построено в середине XIX века. Стилистические особенности позволяют предполагать, что при его возведении использован «образцовый» проект первой половины XIX века. Лаконичный штукатурный декор фасада составляют: подоконные, междуэтажная и фризовая тяги, простые наличники окон, подоконные ниши. Заложен дверной проём, заменены оконные переплёты и кровля. Здание прямоугольное в плане, двухэтажнее с четырёхскатной крышей; кирпичное отштукатуренное. |
| 23         |             | Здание построено в конце XIX века в стиле эклектика. Архитектурно-художественный образ постройки определяют: центральная раскреповка, акцентрирующий парадный въезд, рустовка простенков обоих этажей, наличники первого, сандрики с дугообразным (на первом этаже) и треугольным (на втором этаже) навершиями, подоконные ниши; украшающие сандрики нижнего этажа, междуэтажную тягу и профилированный карниз — сухарики. Сохранились ажурные полотна ворот в проезде и козырёк над правым парадным входом. Здание прямоугольное в плане двухэтажное с подвалом и чердачной крышей; кирпичное с кирпичным декором по фасаду. Ценный элемент исторической застройки исторического центра города. |
| 24         |             | Здание построено в XIX веке. В оформлении его использован кирпичный классицистический декор. Архитектурно-художественный облик асимметричного фасада формирует: обрамление оконных проёмов первого этажа контрналичниками с декоративными замками, второго- контрналичниками с треугольными сандриками, подоконные геометрические вставки, карниз. Парадный въезд выделен раскреповкой увенчанной треугольным фронтоном и аттиком. Сохранились кованные, ажурные решётчатые полотна ворот в проезде и ажурный кованый козырёк на декоративных кронштейнах над парадным входом. Утрачено завершение аттика, заменён балкон и часть оконных переплётов. Здание Г-образное в плане, двухэтажное с многоскатной крышей; кирпичное с кирпичным декором по фасаду. |
| 26         |             | Здание построено в последней четверти XIX века. В оформлении фасада использованы композиционные приёмы и элементы кирпичного приёма, характерные для неоклассического направления эклектики. Крайние по фасаду въезд и парадный вход акцентирует раскреповки, фланкированные, рустованными лопатками на первом этаже, оформленные декоративными порталами на втором. Архитектурно-художественный облик постройки определяет: рустовка первого этажа, обрамление оконных проёмов второго этажа наличниками с ушками, дугообразными и треугольными сандриками на декоративных кронштейнах, подоконными нишами, окон первого — простыми наличниками с замковыми камнями, подоконниками, междуэтажная тяга; карниз и др. Здание Г-образное в плане, двухэтажное с многоскатной крышей, кирпичное. Памятник гражданской архитектуры последней четверти XIX века. |
| 27         |             | Здание построено в последней четверти XIX века. Стилистические возможности позволяют предположить, что за основу был взят образцовый проект позднего классицизма. Фасады решены лаконично. Архитектурно-художественный облик здания определяют; профилированные наличники окон первого этажа, обрамление окон второго — лопатками, «ложными» люнетами, подоконными нишами, междуэтажная и подоконные тяги, карниз и др. На южном фасаде установлена мемориальная доска, в тексте которой говорится о том, что во дворе дома в июле 1942 года были расстреляны пионеры школы № 35. Здание прямоугольное в плане, двухэтажное, с четырёхскатной крышей, кирпичное, отштукатуренное. |
| 32         |             | Здания домовладения построены в конце XIX века. Их архитектурно-художественный облик определяет кирпичный декор: рустовка простенков, обрамление проёмов, наличниками с ушками, сандрики сложной конфигурации украшенные розетками, подоконные ниши, подоконный и цокольный пояса и др. Фасады обоих построек объединены в единую композицию участком кирпичного ограждения с калиткой и воротами с ажурными кованными полотнами. Первоначальный парадный вход частично заложен с устройством окна, заменены кровли построек, утрачены ставни жалюзи. |
| 34         |             | Здание построено в конце XIX века. В его оформлении использованы элементы декора, характерные для неоклассического направления эклектики. В композиции преобладают центральная и крайние раскреповки. Первая, акцентрирующая въезд, решена парталом на втором этаже из декоративных пилястр и антаблимента, фриз которого украшен дугообразным сандриком с раковиной. Архитектурно-художественный облик здания определяют: рустовка обоих этажей, обрамление оконных проёмов верхнего-профилированными наличниками и прямоугольными сандриками, подоконные ниши с филёнками, замковые камни, междуэтажная и подоконные тяги, фриз с нишками, профилированный карниз с зубчиками и др. Сохранились ажурные кованые козырьки над двухстворчатыми филёнчатыми дверьми, утрачены полотна ворот в подъезде. |
| 37         |             | Покрово-Ильинский собор |
| 39         |             | Здание построено в 1910-е годы в стиле модерн. В единой композиции южного и западного фасадов доминируют крайние раскреповки, завершённые аттиками; объединённые в юго-западной части дома и увенчанными куполом со шпилем. Архитектурно-художественный облик здания определяет штукатурный декор: гигантские лопатки, фланкирующие проёмы, геометрические вставки в их венчающей части под вынесенным карнизом, рустовка подоконных ниш, профилированные филёнки над окнами второго этажа, подоконная тяга первого этажа, а также двухстворчатая дверь парадного входа. Устроен балкон на южном фасаде, заманены полотна двери в цокольный этаж, устроен новый вход с него с улицы с навесом-козырьком, утрачена большая часть ставень жалюзи, заменялась кровля. Здание прямоугольное в плане, двухэтажное с полуподвалом и с многоскатной крышей; кирпичное, оштукатуренное. Дом образует единый архитектурный комплекс, со старообрядческой церковью расположенною на соседнем участке. Ограда храма примыкает к фасаду здания. Памятник гражданской архитектуры 1910-х годов — интересный пример жилого дома в стиле модерн, отражает стилистические особенности застройки исторического центра города.                    |
| 42         |             | Здание построено в третьей четверти XIX века, предположительно, с использованием «образцового» проекта начала века. Архитектурно-художественный облик фасада здания формирует простой и лаконичный штукатурный декор: подоконные и медуэтажные тяги, профилированные контрналичники обоих этажей обоих этажей с дугообразным верхом, дополненные на втором — дугообразными сандриками и подоконными вставками с розетками, карниз. К восточному торцу пристроен коридор с междуэтажной лестницей и парадным входом, над которым был устроен навес на стальных фигурных стойках. В настоящее время над ним устроена остеклённая веранда. |
| 45         |             | Здание построено в конце XIX века. В оформлении использованы элементы декора характерные для неоклассического направления эклектики. Фасады по улице и переулку представляют собой единую композицию, в которой выделяются две раскреповки: угловая и центральная по южному фасаду. Архитектурно-художественный облик определяют: поэтажные рустованные лопатки фланкирующие раскреповки и углы здания, рустовка первого этажа, междуэтажный и подоконный пояса, мощный венчающий карниз на декоративный кронтейнах и др. Проёмы балконных дверей в раскреповках оформлены пилястрами. Парадный вход на западном фасаде акцентирован двумя сближенными дверными проёмами. Заложен парадный вход на южном фасаде, разобраны балконы над ним и угловой раскреповке, заменены первоначальные оконные и дверные заполнения. |
| 57         |             | Здание Хедер, еврейской начальной школы. Здание является памятником общественной архитектуры рубежа XIX века — начала XX века. Кирпичное трёхэтажное здание было построено в конце XIX века — начале XX века в стиле эклектика. Здание прямоугольное в плане, имеет четырёхскатную крышу и подвалы. В оформлении использованы элементы декора характерные для классического направления эклектики, романского стиля и др. В оформлении фасада здания преобладают центральная и крайние ракреповки. Архитектурно-художественный облик определяют: рустовка первого этажа, геометрические вставки на верхних этажах, многоярусные подоконные тяги, украшенные сухариками. |
| 60         |             | Доходный дом. Здание является памятником общественной архитектуры рубежа конца XIX века. Кирпичное трёхэтажное здание было построено в конце XIX века в стиле эклектика. Здание Г-образное в плане, имеет четырёхскатную крышу и цокольный этаж, занимает угол квартала. Архитектурно-художественный облик определяют: рустовка первого этажа, подоконные и межэтажные пояса, контрналичники премов второго этажа. Завершение аттиком имеет небольшие утраты. Угловая часть здания по фризу и раскреповки выделены дополнительным поясом геометрического орнамента. На третьем этаже окна полуциркульные в обрамлении рустованных архивольтов. |

Фотогалерея
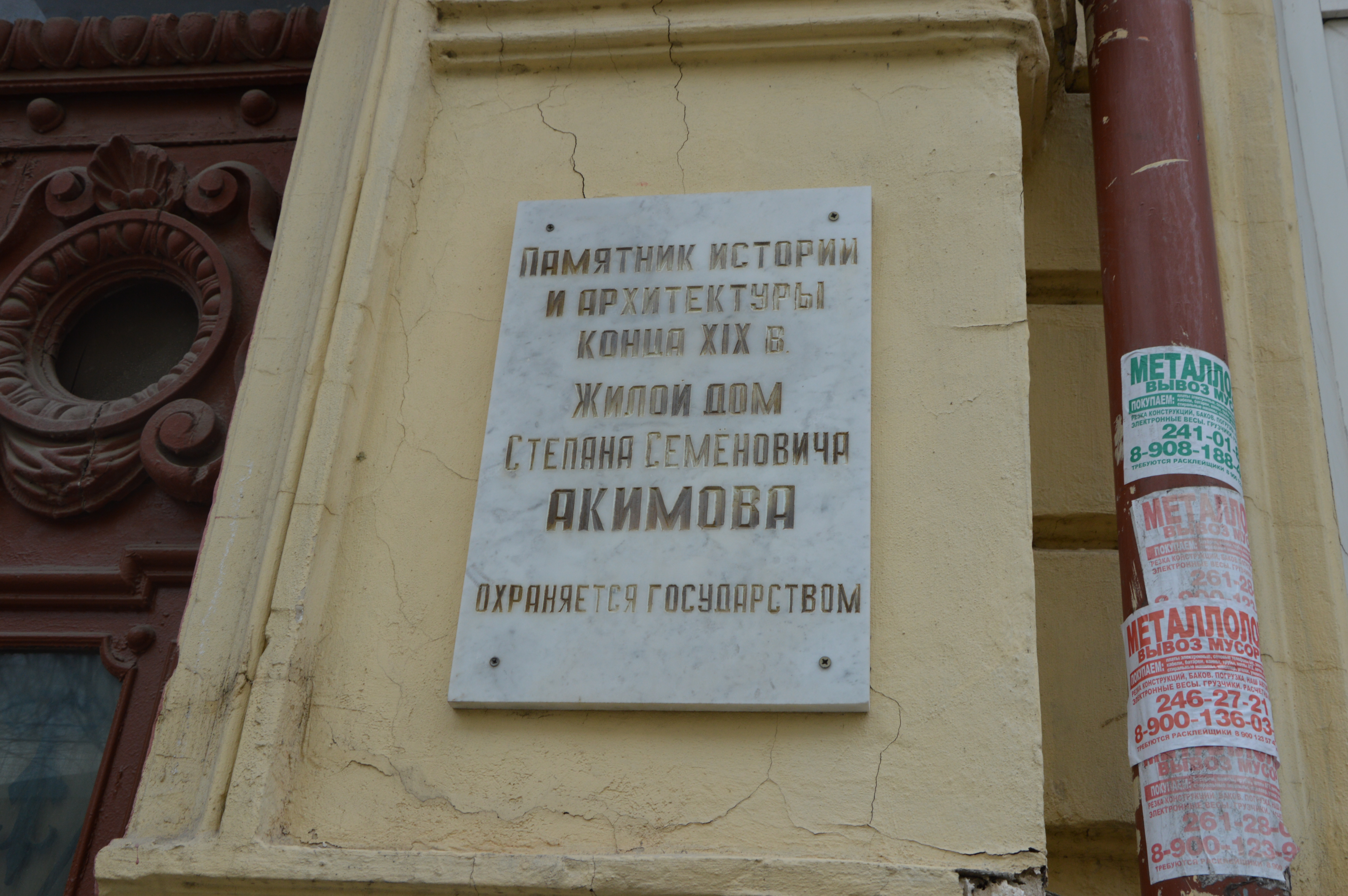
Дом Степана Акимова
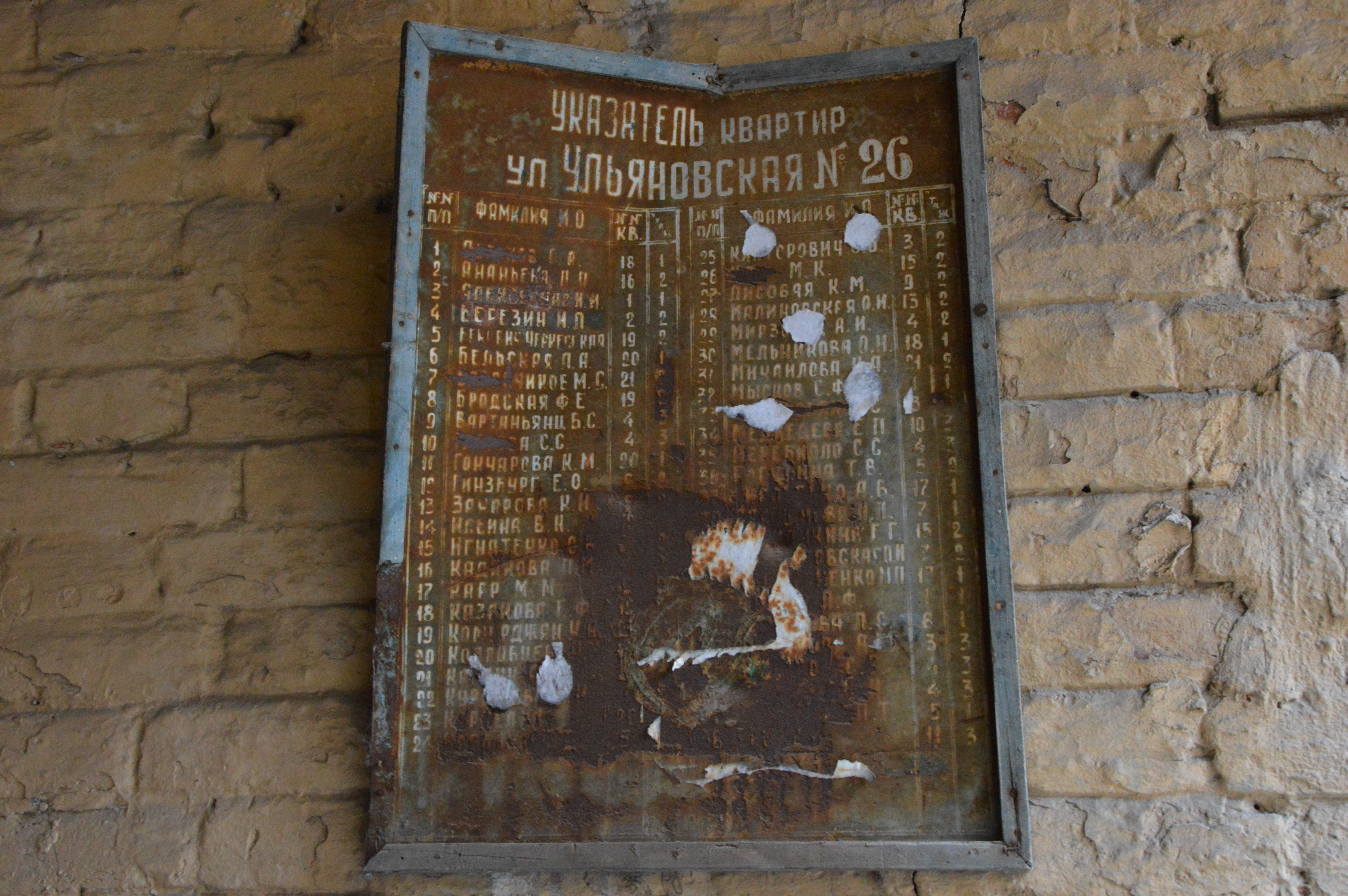
Список жильцов Ульяновской № 26
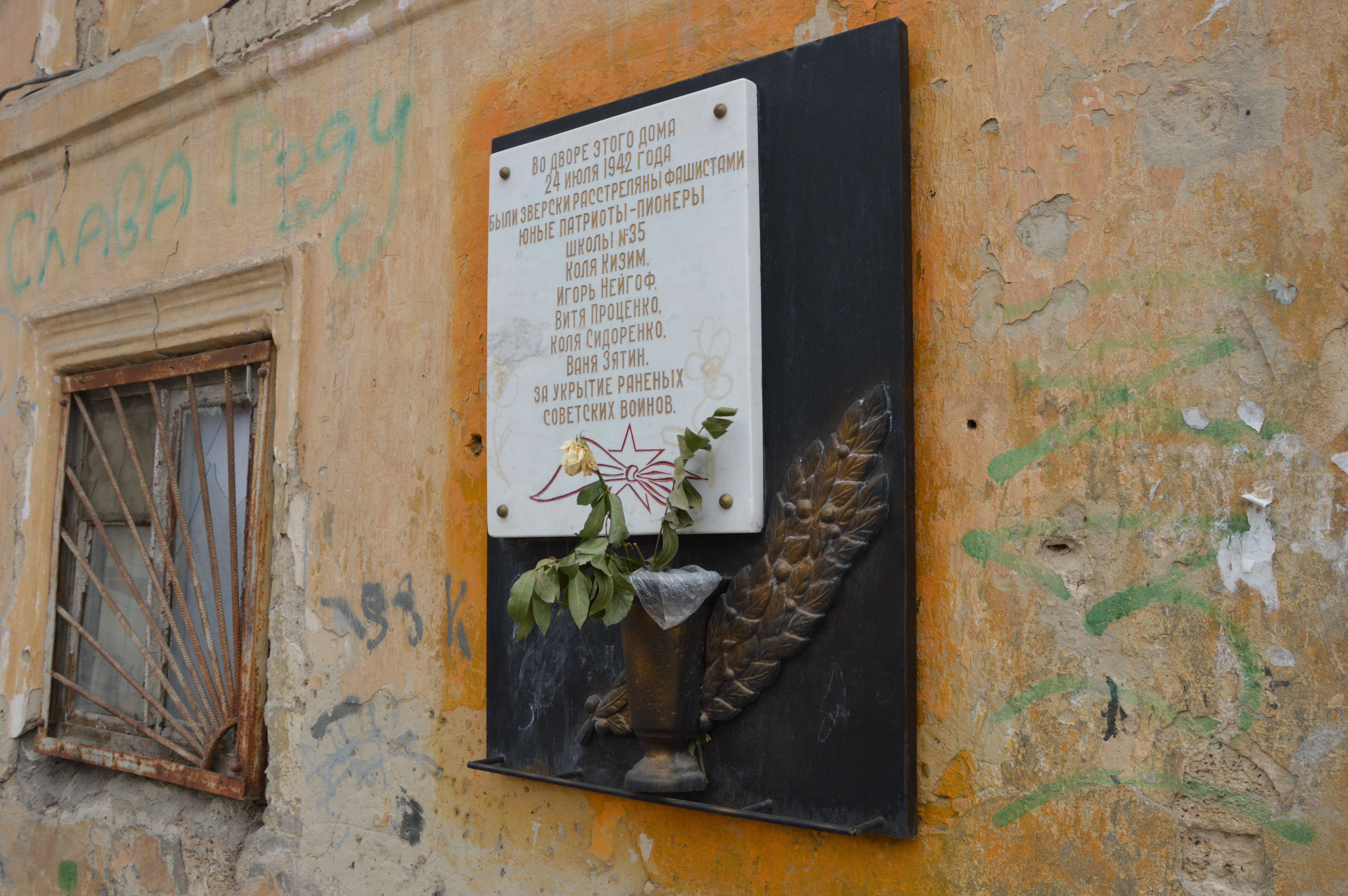
Память о детях школы № 35
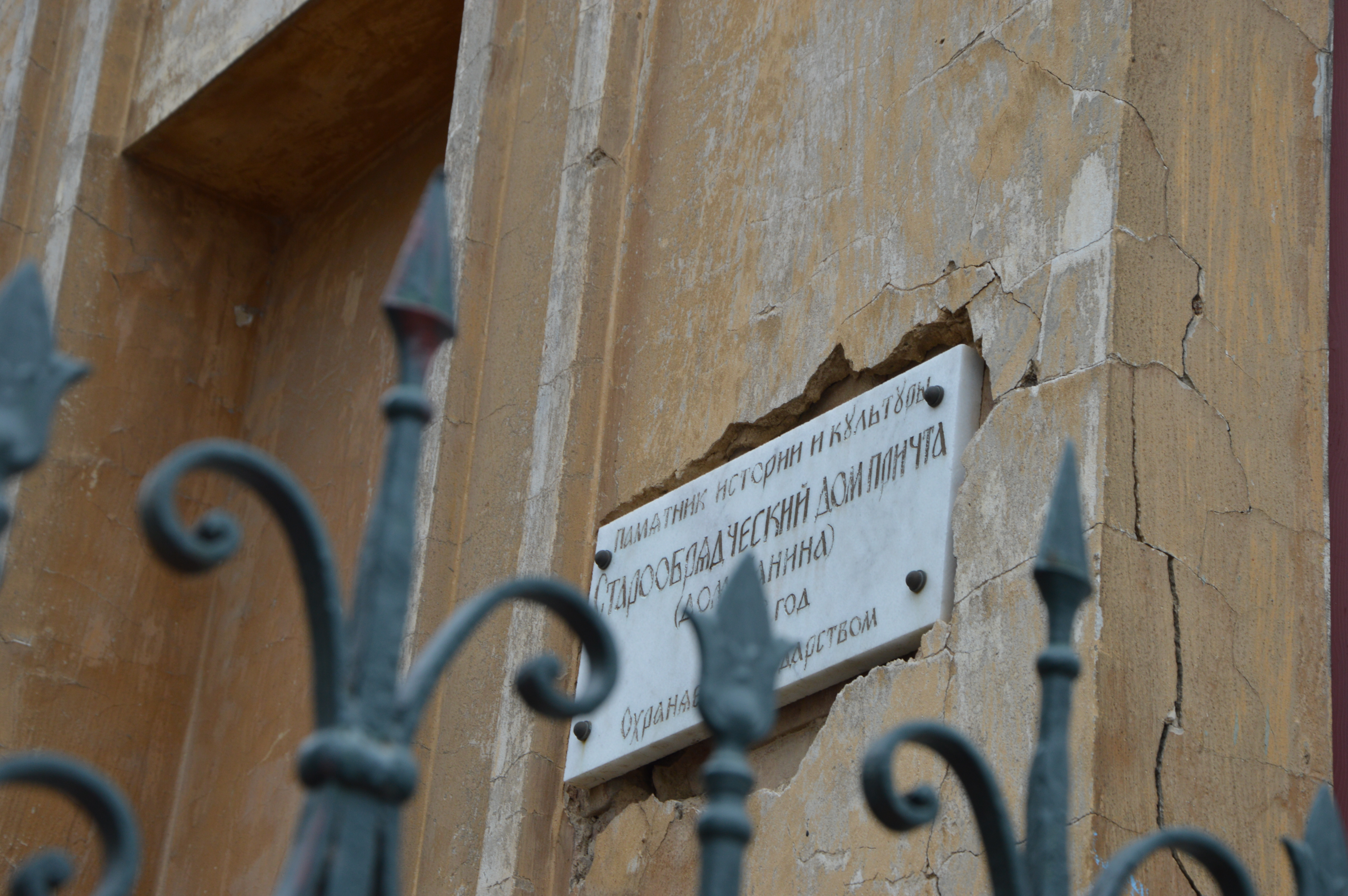
Старообрядческий дом